# Jonathan Milan
Jonathan Milan (ur. 1 października 2000 w Tolmezzo) – włoski kolarz szosowy i torowy, mistrz olimpijski i pięciokrotny medalista mistrzostw świata. 
Podczas torowych mistrzostw świata w Berlinie w 2020 roku zdobył brązowy medal w drużynowym wyścigu na dochodzenie. Na rozgrywanych rok później mistrzostwach świata w Roubaix Włosi zwyciężyli w tej konkurencji, a Milan zdobył także srebrny medal w indywidualnym wyścigu na dochodzenie, przegrywając tylko z Ashtonem Lambie z USA. Kolejne dwa medale zdobył podczas mistrzostw świata w Yvelines w 2022 roku, zajmując drugie miejsce w indywidualnym i drużynowym wyścigu na dochodzenie.
Brał też udział w igrzyskach olimpijskich w Tokio, gdzie Włosi ponownie zwyciężyli w drużynowym wyścigu na dochodzenie.
Kolarstwo uprawiali również jego ojciec (Flavio) i brat (Matteo).

## Osiągnięcia

### Kolarstwo szosowe
Opracowano na podstawie:
2018
- 1. miejsce na 2. etapie Giro del Nordest d’Italia

2020
- 1. miejsce w mistrzostwach Włoch U23 (jazda indywidualna na czas)
- 1. miejsce na 5. etapie Giro Ciclistico d’Italia

2022
- 1. miejsce w klasyfikacji punktowej Tour of Croatia
  - 1. miejsce na 1. i 2. etapie

2023
- 1. miejsce na 2. etapie Saudi Tour
- 1. miejsce w klasyfikacji punktowej Giro d’Italia
  - 1. miejsca na 2. etapie

2024
- 1. miejsce na 4., 11. i 13. etapie Giro d’Italia

### Kolarstwo torowe
Opracowano na podstawie:

2020
- 3. miejsce w mistrzostwach świata (wyścig drużynowy na dochodzenie)
- 2. miejsce w mistrzostwach Europy U23 (wyścig drużynowy na dochodzenie)
- 3. miejsce w mistrzostwach Europy (wyścig na 1000 metrów)
- 2. miejsce w mistrzostwach Europy (wyścig indywidualny na dochodzenie)
- 2. miejsce w mistrzostwach Europy (wyścig drużynowy na dochodzenie)

2021
- 1. miejsce w igrzyskach olimpijskich (wyścig drużynowy na dochodzenie)
- 1. miejsce w mistrzostwach Europy (wyścig indywidualny na dochodzenie)
- 1. miejsce w mistrzostwach świata (wyścig drużynowy na dochodzenie)
- 2. miejsce w mistrzostwach świata (wyścig indywidualny na dochodzenie)

## Rankingi

### Kolarstwo szosowe
| Rok             | 2019  | 2020 | 2021  | 2022 | 2023 | 2024 |
| --------------- | ----- | ---- | ----- | ---- | ---- | ---- |
| World Ranking   | 2446. | 763. | 2123. | 696. | 77.  | 17.  |
| UCI Europe Tour | 1563. | 611. | 1441. | 538. | 63.  | 13.  |
|                 |       |      |       |      |      |      |
| Źródło: UCI     |       |      |       |      |      |      |